# Esthemopsis aeolia
Esthemopsis aeolia is een vlindersoort uit de familie van de prachtvlinders (Riodinidae), onderfamilie Riodininae.
Esthemopsis aeolia werd in 1868 beschreven door H. Bates.